# Утхайтхани
Утхайтхани (тайск. อุทัยธานี) — город в центральной части Таиланда, административный центр одноимённой провинции.

## Географическое положение
Город находится в восточной части провинции, на правом берегу реки Сакэкранг (приток реки Чаупхрая), на расстоянии приблизительно 175 километров к северо-северо-западу (NNW) от столицы страны Бангкока. Абсолютная высота — 21 метр над уровнем моря.

## Население
По данным переписи 2000 года численность населения города составляла 17 690 человек.
Динамика численности населения города по годам:
| 1992   | 2000   | 2013   |
| ------ | ------ | ------ |
| 21 297 | 17 690 | 18 623 |

## Транспорт
Ближайший аэропорт расположен в городе Накхонсаван.

## Достопримечательности
Буддистские храмы:
- Ват Убонсатхарам[4]
- Ват Сангкат Раттнакхири[4]